# Chlenias indecisata
Chlenias indecisata là một loài bướm đêm trong họ Geometridae.